# Ваља Даиј (Муреш)
Ваља Даиј (рум. Valea Dăii) насеље је у Румунији у округу Муреш у општини Албешти. Oпштина се налази на надморској висини од 393 m.

## Становништво
Према подацима из 2002. године у насељу је живело 4 становника.